# Любовиков, Михаил Константинович
Михаил Константинович Любовиков (10 (22) ноября 1887 — 2 августа 1974) — революционный и партийный деятель, комиссар милиции, Главный арбитр Госарбитража Кировской области. Почётный гражданин города Кирова (1968). Отец поэта Овидия Михайловича Любовикова.

## Биография
Родился 10 ноября 1887 года в городе Вятке. Начал работать учеником слесаря, в 1902 году устроился в Вятские железнодорожные мастерские. Вошёл в марксистский кружок, а в 1905 году — в Вятскую организация РСДРП, где был в рядах боевой дружины. Участвовал в работе подпольной типографии и забастовках железнодорожников. В 1909 году осуждён по обвинению в соучастии в грабеже и сослан на каторгу в Сибирь. После Февральской революции был освобождён, работал с Павлом Постышевым, участвовал в установлении власти Советов в Иркутске.
В 1917 году создал и возглавил боевой революционный отряд из числа работников милиции и угро,  во время уличных боёв против юнкеров отряд влит в красногвардейские отряды Иркутского ВРК и Военно-Рев. штаба. 
С 5 мая 1917 года — помощник комиссара УгРо (Иркутское уголовно-розыскное бюро Иркутской губернии), с 8 декабря 1917 года — начальник отряда Иркутского губ. ВРК.
Вернулся в Вятку, возглавлял продотряд, работал комиссаром милиции, в партийных органах, директором Музея революции. 
с 1 июня 1923 года работал директором спичфабрики «Чепца» Вятского спичтреста, затем директором спичечной фабрики «Интернационал» в Вятке.
В 1932 году уголовное дело 1909 года разбирала ЦК ВКП(б) и признала его сфальсифицированным. В 1935 и 1937 годах Любовиков был исполняющим обязанности Главного арбитра Госарбитража Кировской области при облисполкоме, в 1938 — 1944 годах занимал эту должность.
Умер 2 августа 1974 года в Кирове на 87 году жизни.